# مگ ویلی
مگ ویلی (انگلیسی: Meg Wyllie؛ ۱۵ فوریهٔ ۱۹۱۷ – ۱ ژانویهٔ ۲۰۰۲) بازیگر تئاتر، سینما و تلویزیون اهل ایالات متحده آمریکا بود.اُسی‌ال‌سی ۲۰۳۳۱۶۱۷
از فیلم‌ها یا برنامه‌های تلویزیونی که وی در آن نقش داشته است، می‌توان به سفرهای جیمی مک‌فیترز اشاره کرد.